# エミール・シェフネッケル
クロード＝エミール・シェフネッケル（Claude-Émile Schuffenecker、1851年12月8日 - 1934年7月31日）は、フランスのポスト印象派の画家、美術教師、美術品収集家。
ゴーギャンとも親交があり、また、ゴッホ作品の最初の収集家のうちのひとりであった。1889年には、カフェ・ヴォルピーニでの作品展示の実現に助力した。シェフネッケルの死後、彼自身の作品はあまり高く評価されてはおらず、さらに1920年代後半からは、ゴッホやセザンヌらの作品に加筆・修整を行った、又は贋作を制作したのではないかと疑われ、非難されることもあった。これらの疑惑については未だ論争があり、はっきりとした結論は出ていない。

## 生涯

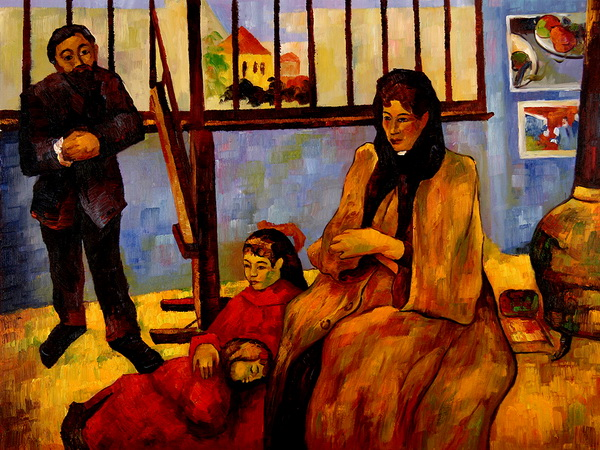
ゴーギャン作 「シェフネッケル一家」（1889）

フランス、オート＝ソーヌ県に生まれる。父はアルザス出身。父はエミールが2歳のときに亡くなる。未亡人となった母と弟とともに、パリにほど近いムードンに移る。ムードンには母の親類が住んでおり、母はそこで洗濯婦の職に就く。その後、母方のおば夫妻の手で育てられパリのラ・サール会で教育を受けたのち、おじの事業を手伝うようになる。
1871年から株式取引業者で働きはじめ、1872年にゴーギャンと知り合った。余暇の時間に、ポール・ボードリーとカロリュス＝デュランから、絵のレッスンを受けた。1874年にパリのサロンに初めて出展した。1880年からゴーギャンとともに、美術学校アカデミー・コラロッシ(Académie Colarossi)で学んだ。1882年の株式市場の暴落で、ゴーギャンとともに株の仕事を失ない、高校の美術教師となった。ゴーギャンは1887年11月頃、一時シェフネッケル家に寄宿していたことがあり、ゴーギャンによる「シェフネッケル家」という絵画が残されている。エミール・ベルナールとも親交があった。

## 作品
- "Portrait de Madame Champsaur" (1890)
- エトルタの海沿いの洗濯女 (1887)
- ブルターニュの風景(c.1900)
- synthetist landscape(c.1900)
- リュクサンブール公園(1866/1888)
- ゴッホの作品の模写
- 夕暮れの散歩 (1888)
- ロシュフコー公爵夫人